# Associazione Sportiva Roma 1960-1961
Questa voce raccoglie le informazioni riguardanti l'Associazione Sportiva Roma nelle competizioni ufficiali della stagione 1960-1961.

## Stagione

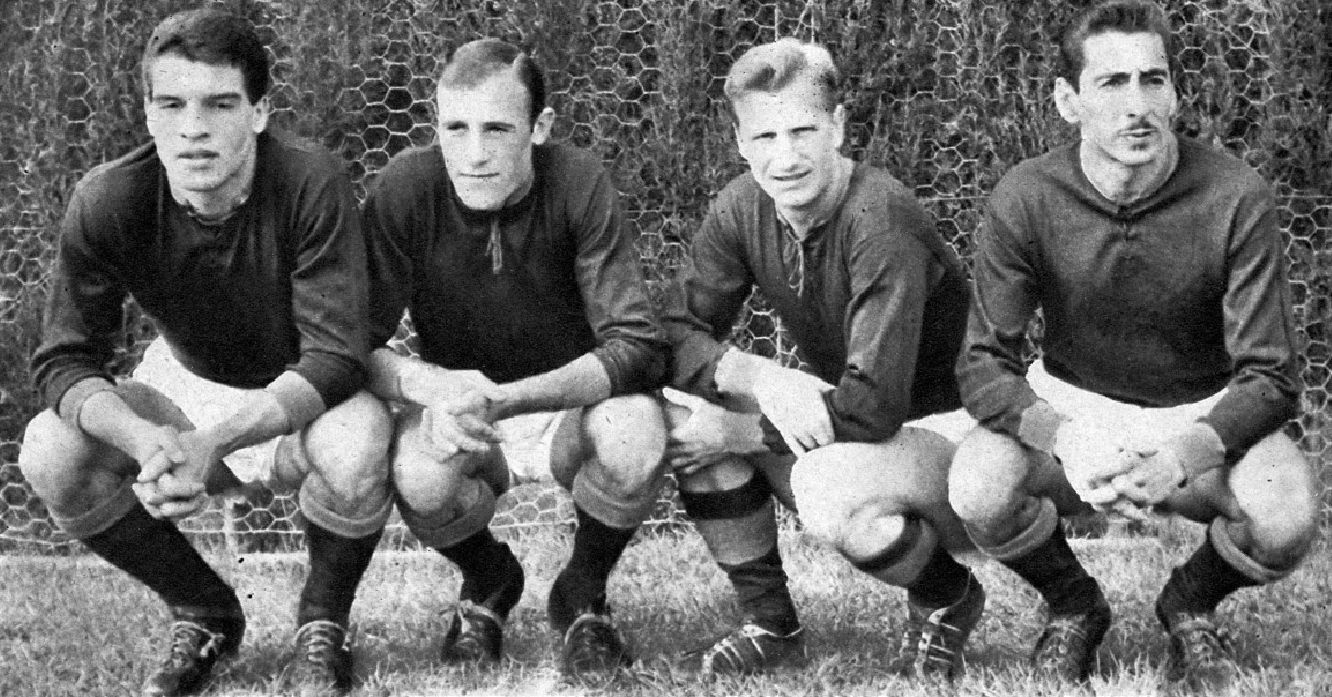
I giallorossi Orlando, Manfredini, Selmosson e Ghiggia.

Nel 1960-1961, la società capitolina ha a disposizione un'ottima squadra che esprime le proprie potenzialità soprattutto nel gioco d'attacco. Manfredini finisce a suon di triplette la stagione con 20 reti all'attivo in campionato e 12 reti in Coppa delle Fiere 1960-1961. In campionato la Roma non riesce ad andare oltre al quinto posto in classifica. In campo europeo la squadra riesce a conquistare la Coppa delle Fiere, competizione riservata alle squadre appartenenti alle città europee in grado di ospitare fiere internazionali di commercio. La Coppa delle Fiere è una competizione molto lunga, che dura circa un anno solare. La Roma, che disputa la competizione nell'arco del 1961, gioca le finali contro il Birmingham City solo nell'autunno dello stesso anno sotto la guida del nuovo tecnico Luis Carniglia, a stagione successiva già iniziata: la gara di andata viene giocata in Inghilterra il 27 settembre e finisce 2-2 con doppietta di Manfredini, il quale si laurea capocannoniere della Coppa, mentre nel ritorno, disputatosi a Roma l'11 ottobre, i capitolini vincono per 2-0 con un autogol degli inglesi e una marcatura di Paolo Pestrin.

## Divise
La divisa primaria è costituita da maglia rossa con colletto a polo, pantaloncini bianchi, calze rosse bordate di giallo; in trasferta viene usata una maglia bianca con banda giallorossa orizzontale, pantaloncini bianchi e calzettoni bianchi bordati di giallorosso. I portieri hanno tre divise, una costituita da maglia nera con bordi manica e colletto giallorossi, pantaloncini neri e calze rosse bordate di giallo, un'altra con maglia bianca con colletto a polo giallorosso, pantaloncini neri e calzettoni rossi bordati di giallo, l'ultima con maglia grigia con colletto a polo abbinata agli stessi calzettoni e pantaloncini.
| Casa | Trasferta | 1ª div. portiere | 2ª div. portiere | 3ª div. portiere |

## Organigramma societario
Di seguito l'organigramma societario.
Area direttiva
- Presidente: Anacleto Gianni

Area tecnica
- Allenatore: Alfredo Foni

## Rosa
Di seguito la rosa.
| N. |                   | Ruolo | Calciatore              |
| -- | ----------------- | ----- | ----------------------- |
|    | Italia (bandiera) | P     | Fabio Cudicini          |
|    | Italia (bandiera) | P     | Luciano Panetti         |
|    | Italia (bandiera) | D     | Giulio Corsini          |
|    | Italia (bandiera) | D     | Alfio Fontana           |
|    | Italia (bandiera) | D     | Giacomo Losi (capitano) |
|    | Italia (bandiera) | D     | Antonio Marcellini      |
|    | Italia (bandiera) | D     | Leopoldo Raimondi       |
|    | Italia (bandiera) | D     | Giosuè Stucchi          |
|    | Italia (bandiera) | C     | Giancarlo De Sisti      |
|    | Italia (bandiera) | C     | Luigi Giuliano          |

| N. |                      | Ruolo | Calciatore              |
| -- | -------------------- | ----- | ----------------------- |
|    | Italia (bandiera)    | C     | Egidio Guarnacci        |
|    | Italia (bandiera)    | C     | Francisco Lojacono      |
|    | Italia (bandiera)    | C     | Franco Marmiroli        |
|    | Italia (bandiera)    | C     | Giampaolo Menichelli    |
|    | Italia (bandiera)    | C     | Alberto Orlando         |
|    | Italia (bandiera)    | C     | Paolo Pestrin           |
|    | Italia (bandiera)    | C     | Juan Alberto Schiaffino |
|    | Italia (bandiera)    | A     | Alcides Ghiggia         |
|    | Argentina (bandiera) | A     | Pedro Manfredini        |
|    | Svezia (bandiera)    | A     | Arne Selmosson          |

Acquisti nella sessione estiva del 1961 utilizzati nelle finali di settembre e ottobre di Coppa delle Fiere.
| N. |                   | Ruolo | Calciatore                 |
| -- | ----------------- | ----- | -------------------------- |
|    | Italia (bandiera) | D     | Sergio Carpanesi           |
|    | Italia (bandiera) | A     | Dino da Costa              |
|    | Italia (bandiera) | A     | Antonio Valentín Angelillo |

## Calciomercato
Di seguito il calciomercato.
| Acquisti | Acquisti                | Acquisti    | Acquisti      |
| R.       | Nome                    | da          | Modalità      |
| -------- | ----------------------- | ----------- | ------------- |
| D        | Alfio Fontana           | Milan       | definitivo    |
| D        | Leopoldo Raimondi       | Alessandria | definitivo    |
| C        | Francisco Lojacono      | Fiorentina  | definitivo    |
| C        | Franco Marmiroli        | Parma       | definitivo    |
| C        | Giampaolo Menichelli    | Parma       | fine prestito |
| C        | Juan Alberto Schiaffino | Milan       | definitivo    |

| Cessioni | Cessioni          | Cessioni   | Cessioni      |
| R.       | Nome              | a          | Modalità      |
| -------- | ----------------- | ---------- | ------------- |
| D        | Giorgio Bernardin | -          | fine carriera |
| D        | Romano Di Bari    | Brescia    | definitivo    |
| D        | Giovanni Griffith | Atalanta   | definitivo    |
| C        | Mario David       | Milan      | definitivo    |
| C        | Franco Marmiroli  | Genoa      | definitivo    |
| C        | Franco Zaglio     | Inter      | definitivo    |
| A        | Mario Castellazzi | Catania    | definitivo    |
| A        | Dino da Costa     | Fiorentina | comproprietà  |

## Risultati

### Serie A

#### Girone di andata
| Arbitro: | Jonni (Macerata) |

|  |           |                          |
|  | Marcatori | 22’, 59’, 72’ Manfredini |

| Arbitro: | Angelini (Firenze) |

|                                                                 |           |             |
| Manfredini 31’, 39’, 63’ Lojacono 38’ Orlando 75’ Selmosson 86’ | Marcatori | 14’ Tinazzi |

| Arbitro: | Gambarotta (Genova) |

|            |           |                                         |
| Danova 10’ | Marcatori | 29’ Manfredini 60’ Lojacono 65’ Orlando |

| Arbitro: | Genel (Trieste) |

|                          |           |             |
| Lojacono 70’ Orlando 75’ | Marcatori | 78’ Novelli |

| Arbitro: | Jonni (Macerata) |

|                                              |           |                            |
| Di Giacomo 11’ Del Vecchio 37’ Pivatelli 74’ | Marcatori | 4’ Lojacono 29’ Manfredini |

| Roma 6 novembre 1960, ore 14:30 6ª giornata | Roma             | 0 – 0 referto | Atalanta | Stadio Olimpico di Roma (40.000 circa spett.)\| Arbitro: \| Di Tonno (Lecce) \| |
| Arbitro:                                    | Di Tonno (Lecce) |               |          |                                                                                 |

| Arbitro: | Rigato (Mestre) |

|  |           |                                      |
|  | Marcatori | 22’, 25’, 37’ Manfredini 83’ Orlando |

| Arbitro: | Gambarotta (Genova) |

|                          |           |                     |
| Manfredini 16’, 64’, 86’ | Marcatori | 36’ (aut.) Cudicini |

| Arbitro: | Rigato (Mestre) |

|                             |           |                    |
| Lojacono 62’ Manfredini 73’ | Marcatori | 79’ (rig.) Cervato |

| Arbitro: | Gambarotta (Genova) |

|           |           |              |
| Prenna 3’ | Marcatori | 47’ Lojacono |

| Arbitro: | Lo Bello (Siracusa) |

|                            |           |                           |
| Schiaffino 23’ Fontana 25’ | Marcatori | 10’ Vernazza 28’ Altafini |

| Lecco 25 dicembre 1960, ore 14:30 12ª giornata | Lecco             | 0 – 0 referto | Roma | Stadio Mario Rigamonti\| Arbitro: \| Marchese (Napoli) \| |
| Arbitro:                                       | Marchese (Napoli) |               |      |                                                           |

| Arbitro: | De Marchi (Pordenone) |

|                  |           |  |
| Vinício 22’, 85’ | Marcatori |  |

| Arbitro: | Marchese (Napoli) |

|                                      |           |                               |
| Lojacono 46’ Manfredini 77’ Losi 80’ | Marcatori | 52’ Cucchiaroni 75’ Brighenti |

| Arbitro: | Rigato (Mestre) |

|                                          |           |                |
| Pestrin 46’ (aut.) Corso 51’ Firmani 65’ | Marcatori | 37’ Schiaffino |

| Arbitro: | Gambarotta (Genova) |

|                                                           |           |                              |
| Giuliano 5’ Corsini 5’ Lojacono 15’, 40’, 67’ Ghiggia 76’ | Marcatori | 28’ De Marchi 62’, 86’ Pinti |

| Arbitro: | Rigato (Mestre) |

|                |           |                            |
| Schiaffino 71’ | Marcatori | 23’ Hamrin 53’, 67’ Petris |

#### Girone di ritorno
| Arbitro: | Angelini (Firenze) |

|                     |           |  |
| Lojacono 18’ (rig.) | Marcatori |  |

| Arbitro: | Marchese (Napoli) |

|                        |           |                |
| Canella 7’ Bettini 80’ | Marcatori | 70’ Menichelli |

| Arbitro: | De Marchi (Pordenone) |

|                               |           |             |
| Menichelli 21’ Manfredini 72’ | Marcatori | 16’ Mazzero |

| Arbitro: | Bonetto (Torino) |

|                         |           |                            |
| Montenovo 5’ Massei 22’ | Marcatori | 4’ (aut.) Rota 34’ Pestrin |

| Arbitro: | Gambarotta (Genova) |

|                          |           |  |
| Lojacono 48’ Pestrin 77’ | Marcatori |  |

| Bergamo 12 marzo 1961, ore 15:00 23ª giornata | Atalanta           | 0 – 0 referto | Roma | Stadio Comunale (18.000 circa spett.)\| Arbitro: \| Angelini (Firenze) \| |
| Arbitro:                                      | Angelini (Firenze) |               |      |                                                                           |

| Arbitro: | De Marchi (Pordenone) |

|              |           |                  |
| Giuliano 17’ | Marcatori | 22’, 26’ Rozzoni |

| Padova 26 marzo 1961, ore 15:30 25ª giornata | Padova              | 0 – 0 referto | Roma | Stadio Silvio Appiani\| Arbitro: \| Lo Bello (Siracusa) \| |
| Arbitro:                                     | Lo Bello (Siracusa) |               |      |                                                            |

| Arbitro: | Francescon (Padova) |

|                                      |           |  |
| Charles 27’ Boniperti 62’ Sívori 76’ | Marcatori |  |

| Arbitro: | Genel (Trieste) |

|                                                       |           |                 |
| Michelotti 52’ (aut.) Manfredini 66’ Orlando 71’, 85’ | Marcatori | 58’ Castellazzi |

| Arbitro: | De Marchi (Pordenone) |

|                             |           |                     |
| Trapattoni 48’ Altafini 85’ | Marcatori | 45’ (rig.) Lojacono |

| Arbitro: | Jonni (Macerata) |

|             |           |  |
| Orlando 66’ | Marcatori |  |

| Arbitro: | Angonese (Mestre) |

|               |           |  |
| Manfredini 4’ | Marcatori |  |

| Arbitro: | Bonetto (Torino) |

|                                 |           |                            |
| Cucchiaroni 16’, 80’ Ocwirk 35’ | Marcatori | 6’ Manfredini 52’ Raimondi |

| Arbitro: | Gambarotta (Genova) |

|  |           |                         |
|  | Marcatori | 13’ Bolchi 56’ Morbello |

| Arbitro: | Lo Bello (Siracusa) |

|                                            |           |  |
| Conti 15’ Savoini 18’ Fusato 27’ Pinti 42’ | Marcatori |  |

| Arbitro: | De Robbio (Torre Annunziata) |

|  |           |                |
|  | Marcatori | Menichelli 80’ |

### Coppa Italia
| Arbitro: | Angelini (Firenze) |

|            |           |                               |
| Tacchi 36’ | Marcatori | 37’ (aut.) Posio 93’ Lojacono |

| Arbitro: | Francescon (Padova) |

|                                 |           |  |
| Manfredini 4’, 77’ De Sisti 85’ | Marcatori |  |

| Arbitro: | Bonetto (Torino) |

|                                                      |           |                                                  |
| Pestrin 23’ Selmosson 44’ Menichelli 74’ Orlando 86’ | Marcatori | 31’ da Costa 33’, 42’, 84’ Petris 71’, 85’ Milan |

### Coppa delle Fiere
| Bruxelles 4 ottobre 1960 Ottavi di finale - Andata | Union Saint-Gilloise | 0 – 0 referto | Roma | Stade Joseph Marien\| Arbitro: \| Treichel \| |
| Arbitro:                                           | Treichel             |               |      |                                               |

| Arbitro: | Mollet |

|                                                        |           |                    |
| Giuliano 6’ Menichelli 21’ Manfredini 39’ Lojacono 76’ | Marcatori | 81’ (rig.) Dirickx |

| Arbitro: | McCabe |

|  |           |                                       |
|  | Marcatori | 51’ Manfredini 70’ (aut.) Stollenwerk |

| Arbitro: | Ivanovski |

|  |           |                             |
|  | Marcatori | 58’ Kremer 82’ Schnellinger |

| Arbitro: | Schicker |

|                                              |           |            |
| Manfredini 39’, 70’ Lojacono 60’ Pestrin 71’ | Marcatori | 84’ Müller |

| Arbitro: | Mellet |

|                       |           |                   |
| Baker 47’ MacLeod 51’ | Marcatori | 14’, 63’ Lojacono |

| Arbitro: | Lequesne |

|                                  |           |                            |
| Manfredini 23’, 67’ Lojacono 72’ | Marcatori | 31’, 64’ Kinloch 81’ Baker |

| Arbitro: | Huber |

|                                                          |           |  |
| Manfredini 1’, 9’, 35’, 57’ Menichelli 69’ Selmosson 72’ | Marcatori |  |

#### Finale
| Arbitro: | Davidson |

|                          |           |                     |
| Hellawell 78’ Orritt 85’ | Marcatori | 30’, 56’ Manfredini |

| Arbitro: | Schwinte |

|                               |           |  |
| Farmer 56’ (aut.) Pestrin 90’ | Marcatori |  |

## Statistiche

### Statistiche di squadra
Di seguito le statistiche di squadra.
| Competizione      | Punti | In casa | In casa | In casa | In casa | In casa | In casa | In trasferta | In trasferta | In trasferta | In trasferta | In trasferta | In trasferta | Totale | Totale | Totale | Totale | Totale | Totale | DR  |
| Competizione      | Punti | G       | V       | N       | P       | Gf      | Gs      | G            | V            | N            | P            | Gf           | Gs           | G      | V      | N      | P      | Gf     | Gs     | DR  |
| ----------------- | ----- | ------- | ------- | ------- | ------- | ------- | ------- | ------------ | ------------ | ------------ | ------------ | ------------ | ------------ | ------ | ------ | ------ | ------ | ------ | ------ | --- |
| Serie A           | 39    | 17      | 12      | 2       | 3       | 37      | 20      | 17           | 4            | 5            | 8            | 21           | 26           | 34     | 16     | 7      | 11     | 58     | 46     | +12 |
| Coppa Italia      | -     | 2       | 1       | 0       | 1       | 7       | 6       | 1            | 1            | 0            | 0            | 2            | 1            | 3      | 2      | 0      | 1      | 9      | 7      | +2  |
| Coppa delle Fiere | -     | 6       | 4       | 1       | 1       | 19      | 7       | 4            | 1            | 3            | 0            | 6            | 4            | 10     | 5      | 4      | 1      | 25     | 11     | +14 |
| Totale            | -     | 25      | 17      | 3       | 5       | 63      | 33      | 22           | 6            | 8            | 8            | 29           | 31           | 47     | 23     | 11     | 13     | 92     | 64     | +28 |

### Andamento in campionato
| Giornata  | 1 | 2 | 3 | 4 | 5 | 6 | 7 | 8 | 9 | 10 | 11 | 12 | 13 | 14 | 15 | 16 | 17 | 18 | 19 | 20 | 21 | 22 | 23 | 24 | 25 | 26 | 27 | 28 | 29 | 30 | 31 | 32 | 33 | 34 |
| --------- | - | - | - | - | - | - | - | - | - | -- | -- | -- | -- | -- | -- | -- | -- | -- | -- | -- | -- | -- | -- | -- | -- | -- | -- | -- | -- | -- | -- | -- | -- | -- |
| Luogo     | T | C | T | C | T | C | T | C | C | T  | C  | T  | T  | C  | T  | C  | C  | C  | T  | C  | T  | C  | T  | C  | T  | T  | C  | T  | C  | C  | T  | C  | T  | T  |
| Risultato | V | V | V | V | P | N | V | V | V | N  | N  | N  | P  | V  | P  | V  | P  | V  | P  | V  | N  | V  | N  | P  | N  | P  | V  | P  | V  | V  | P  | P  | P  | V  |
| Posizione | 1 | 1 | 1 | 1 | 2 | 2 | 1 | 1 | 1 | 1  | 1  | 1  | 2  | 2  | 4  | 3  | 3  | 2  | 5  | 4  | 4  | 3  | 4  | 4  | 4  | 5  | 4  | 5  | 5  | 4  | 5  | 5  | 5  | 5  |

Legenda:

Luogo: C = Casa; T = Trasferta. Risultato: V = Vittoria; N = Pareggio; P = Sconfitta.

### Statistiche dei giocatori
Desunte dai tabellini del Corriere dello Sport.
| Giocatore     | Serie A  | Serie A | Coppa Italia | Coppa Italia | Coppa delle Fiere | Coppa delle Fiere | Totale   | Totale |
| Giocatore     | Presenze | Reti    | Presenze     | Reti         | Presenze          | Reti              | Presenze | Reti   |
| ------------- | -------- | ------- | ------------ | ------------ | ----------------- | ----------------- | -------- | ------ |
| F. Cudicini   | 26       | -35     | 1            | -6           | 7                 | -9                | 34       | -50    |
| L. Panetti    | 8        | -11     | 2            | -1           | 4                 | -2                | 14       | -14    |
| G. Corsini    | 23       | 1       | 0            | 0            | 8                 | 0                 | 31       | 1      |
| A. Fontana    | 31       | 1       | 3            | 0            | 9                 | 0                 | 43       | 1      |
| G. Losi       | 32       | 1       | 3            | 0            | 9                 | 0                 | 44       | 1      |
| A. Marcellini | 1        | 0       | 0            | 0            | 0                 | 0                 | 1        | 0      |
| L. Raimondi   | 10       | 1       | 1            | 0            | 3                 | 0                 | 14       | 1      |
| G. Stucchi    | 11       | 0       | 3            | 0            | 5                 | 0                 | 19       | 0      |
| G. De Sisti   | 2        | 0       | 1            | 1            | 1                 | 0                 | 4        | 1      |
| L. Giuliano   | 28       | 2       | 3            | 0            | 9                 | 1                 | 40       | 3      |
| E. Guarnacci  | 10       | 0       | 0            | 0            | 0                 | 0                 | 10       | 0      |
| F. Lojacono   | 27       | 13      | 2            | 1            | 8                 | 5                 | 37       | 19     |
| F. Marmiroli  | 0        | 0       | 0            | 0            | 0                 | 0                 | 0        | 0      |
| G. Menichelli | 19       | 3       | 2            | 1            | 8                 | 2                 | 29       | 6      |
| A. Orlando    | 20       | 7       | 1            | 1            | 6                 | 0                 | 27       | 8      |
| P. Pestrin    | 32       | 2       | 3            | 1            | 8                 | 2                 | 43       | 5      |
| J. Schiaffino | 29       | 3       | 1            | 0            | 7                 | 0                 | 37       | 3      |
| A. Ghiggia    | 11       | 1       | 1            | 0            | 2                 | 0                 | 14       | 1      |
| P. Manfredini | 31       | 20      | 3            | 2            | 8                 | 12                | 42       | 34     |
| A. Selmosson  | 23       | 1       | 3            | 1            | 4                 | 1                 | 30       | 3      |
| S. Carpanesi  | -        | -       | -            | -            | 2                 | 0                 | 2        | 0      |
| D. da Costa   | -        | -       | -            | -            | 1                 | 0                 | 1        | 0      |
| A. Angelillo  | -        | -       | -            | -            | 2                 | 0                 | 2        | 0      |

### Videografia
- Manuela Romano (a cura di), La storia della A.S. Roma (10 DVD-Video), Corriere dello Sport, Rai Trade, 2006.